# NGC 2432
NGC 2432 (другие обозначения — OCL 620, ESO 560-SC6) — рассеянное скопление в созвездии Корма.
Этот объект входит в число перечисленных в оригинальной редакции «Нового общего каталога».
Оба Гершеля видели объект вытянутым в меридиане, что делало центральную часть длиной 8' и шириной 2'. Скопление достаточно тяжело выделить на фоне богатого звёздами Млечного Пути.